# Centaurea limbata subsp. lusitana
Centaurea limbata subsp. lusitana é uma subespécie de planta com flor pertencente à família Asteraceae. 
A autoridade científica da subespécie é (Arènes) E.López & Devesa, tendo sido publicada em Lagascalia 28: 421. 2008.

## Portugal
Trata-se de uma subespécie presente no território português, nomeadamente em Portugal Continental.
Em termos de naturalidade é endémica da região atrás referida.

## Protecção
Não se encontra protegida por legislação portuguesa ou da Comunidade Europeia.